# Indrit Cullhaj
Indrit Cullhaj (ur. 16 stycznia 1997 w Tiranie) – albański judoka, uczestnik mistrzostw Bałkanów oraz Letnich Igrzysk Olimpijskich 2020. Odpadł już na poziomie eliminacji, przegrywając 21 lipca 2021 roku walkę z kostarykańskim zawodnikiem Ianem Sancho Chincilą.
Czterokrotny medalista Mistrzostw Bałkanów (mistrz z lat 2018 i 2019 oraz wicemistrz z 2017 roku w kategorii wagowej do 66 kg, brązowy medalista z 2013 w kategorii wagowej do 73 kg).
Absolwent Uniwersytetu Amsterdamskiego, jego trenerem jest Shkurt Cullhaj, prywatnie jego brat.